# 畑仲哲雄
畑仲 哲雄（はたなか てつお、1961年9月 - ）は、日本のジャーナリスト、ジャーナリズム研究者、龍谷大学社会学部教授。

## 経歴
大阪市に生まれる。
1985年に関西大学法学部を卒業し、毎日新聞社の新聞記者となった後、1990年に日経ホーム出版社（日経BPの前身）に転じて『日経トレンディ』編集部で編集記者となり、次いで、1991年に共同通信社に移って2011年まで勤務した。
共同通信社在職中の2004年から、東京大学大学院情報学環学際情報学府に学び、2013年に「ジャーナリズムにおける<地域>という立脚点：地域紙とNPOの「協働」に関する事例研究」により、東京大学から博士（社会情報学）を取得した。翌2014年に出版された博士論文に基づく著書『地域ジャーナリズム コミュニティとメディアを結びなおす』によって、2015年に第5回内川芳美記念マス・コミュニケーション学会賞を受賞した。

## おもな著書

### 単著
- 『スレイヴ：パソコン音痴のカメイ課長が電脳作家になる物語』 ポット出版、1998年
- 『新聞再生：コミュニティからの挑戦』 平凡社（平凡社新書）、2008年
- 『地域ジャーナリズム：コミュニティとメディアを結びなおす』 勁草書房、2014年
- 『ジャーナリズムの道徳的ジレンマ』 勁草書房、2018年
- 『沖縄で新聞記者になる：本土出身記者たちが語る沖縄とジャーナリズム』 ボーダーインク、2020年

### 共編著
- 菊池理夫･小林正弥(編) 『コミュニタリアニズムのフロンティア』勁草書房、2012年
- 松浦さと子(編) 『日本のコミュニティ放送：理想と現実の間で』晃洋書房、2017年
- 田中秀幸(編) 『地域づくりのコミュニケーション研究：まちの価値を創造するために』ミネルヴァ書房、2017年
- 田上孝一･ 菊池理夫･有賀誠(編) 『政府の政治理論』晃洋書房、2017年
- 李相哲(編) 『日中韓メディアの衝突:新聞・テレビ報道とネットがつなぐ三国関係』ミネルヴァ書房、2017年
- 中野晃一(編) 『危機の時代と「知」の挑戦』論創社、2018年